# Hålta församling
Hålta församling är en församling i Göta Älvdalens kontrakt i Göteborgs stift. Församlingen ligger i Kungälvs kommun i Västra Götalands län och ingår i Solberga pastorat.
Hålta församling ligger i västra delen Kungälvs kommun och omfattar en mindre kustremsa samt inlandet söder om Solberga församling

## Administrativ historik
Församlingen har medeltida ursprung. 
Församlingen är och har varit annexförsamling i pastoratet Solberga, Jörlanda och Hålta.

## Kyrkobyggnader
- Hålta kyrka

### Fotnoter
1. ↑  Nationell Arkivdatabas Referenskod: SE/148210000, läst: 6 augusti 2018.[källa från Wikidata]
2. ↑  Stift, kontrakt och pastorat i nummerordning med ingående församlingar 2020-01-01, SCB, läs online.[källa från Wikidata]
3. 1 2  Medlemmar i Svenska kyrkan i förhållande till folkmängd den 31.12.2019 per församling, kommun och län samt riket, Svenska kyrkan, läs online.[källa från Wikidata]
4. ↑  ”Förteckning (Sveriges församlingar genom tiderna)”. Skatteverket. 1989. http://www.skatteverket.se/privat/folkbokforing/omfolkbokforing/folkbokforingigaridag/sverigesforsamlingargenomtiderna/forteckning.4.18e1b10334ebe8bc80003999.html. Läst 17 december 2013.